# سن‌فلور (کمون)
سن‌فلور (به فرانسوی: Saint-Flour) یک کمون در فرانسه است که در بخش سن-فلور واقع شده‌است. سن‌فلور ۲۷٫۱۴ کیلومتر مربع مساحت دارد و ۷۸۳ متر بالاتر از سطح دریا واقع شده‌است. این کمون دارای تاریخچه غنی از قرن پنجم میلادی تا اکنون است.

## خواهرخوانده
شهرهای هازلونه و اورلئان خواهرخوانده‌های سن‌فلور (کمون) هستند.